# Хавронина, Ирина Дмитриевна
Ирина Дмитриевна Хавронина (род. 31 июля 2004, Москва) — российская фигуристка, выступающая в танцах на льду с Девидом Нарижным. Они — двукратные бронзовые призеры чемпионата России (2024, 2025), бронзовые призёры финала Кубка России (2024).
До 2023 года выступала с Дарио Чиризано, с которым они стали победителями в танцах на льду на зимних юношеских Олимпийских Играх (2020), а также победителями первенства России среди юниоров (2022) и победителями юниорских этапов Гран-при в Польше (2021) и России (2021).
Мастер спорта России (2024).

## Биография
Начала учиться кататься на коньках в 2009 году, в возрасте 5 лет. В сезоне 2012—2013 образовала танцевальный дуэт с Иваном Десятовым. В 2014 году встала в пару с Никитой Таширевым, с которым они соревновались вместе в течение четырех сезонов и выиграли три медали на международных соревнованиях среди новисов.
В 2018 году Хавронина встала в пару с Дарио Чиризано. В 2019 году они заняли 11-е место на первенстве России среди юниоров.
В январе 2020 года пара приняла участие в юношеских Олимпийских играх в Лозанне. Спортсмены заняли 1 место, набрав 164,63 балла.
В феврале 2021 года заняли 3 место на первенстве России среди юниоров с результатом 181,60 балла.

### Сезон 2021—2022
В том же году Хавронина и Чиризано дебютировали на этапах Гран-при среди юниоров. В сентябре спортсмены выиграли этап в Красноярске с результатом 167,31 балл; в октябре выиграли этап в Гданьске, улучшив свой личный рекорд в произвольном танце и набрав 168,96 балла по сумме.
В январе 2022 года стали победителями первенства России среди юниоров в Саранске, обыграв Василису Кагановскую и Валерия Ангелопола на 0,71 балла.

### Сезон 2022—2023
Осенью 2022 года Хавронина и Чиризано приняли участие в этапах Гран-при (Кубка) России в Сочи и в Москве, где заняли 2 и 3 место соответственно.
На чемпионате России 2023 после ритм-танца занимали 5 место, однако снялись с произвольного танца. Спустя некоторое время пара распалась. Новым партнёром Хаврониной стал Девид Нарижный. Тренером нового дуэта стал Денис Самохин.

### Сезон 2023—2024
Хавронина и Нарижный приняли участие в этапах Кубка России в Уфе и Самаре, где оба раза завоёвывали 2 место.
В декабре 2023 года участвовали в чемпионате России в Челябинске. Дуэт набрал 198,90 балла и занял 3 место. Также стали бронзовыми призёрами финала Кубка России (Спартакиады), состоявшегося в феврале 2024 года в Магнитогорске.

### Сезон 2024—2025
Осенью 2024 года Хавронина и Нарижный участвовали в этапах Кубка Росси в Магнитогорске и в Москве, где оба раза занимали 2 место.
На прошедшем в Омске чемпионате России спортсмены вновь заняли 3 место. Остаток сезона дуэт пропустил из-за травмы партнёра.
В июне 2025 года пара начала тренировки под руководством Александра Жулина.

## Спортивные результаты

### С Девидом Нарижным
| Соревнование                | 23/24        | 24/25        |
| Национальные                | Национальные | Национальные |
| --------------------------- | ------------ | ------------ |
| Чемпионат России            | 3            | 3            |
| Финал Кубка России          | 3            |              |
| Этапы Кубка России. I этап  | 2            | 2            |
| Этапы Кубка России. IV этап |              | 2            |
| Этапы Кубка России. V этап  | 2            |              |

### С Дарио Чиризано
| Соревнование                      | 18/19        | 19/20        | 20/21        | 21/22        | 22/23        |
| Национальные                      | Национальные | Национальные | Национальные | Национальные | Национальные |
| --------------------------------- | ------------ | ------------ | ------------ | ------------ | ------------ |
| Чемпионат России                  |              |              |              |              | WD           |
| Первенство юниоров                | 11           |              | 3            | 1            |              |
| Этапы Кубка России. II этап       |              |              |              |              | 2            |
| Этапы Кубка России. IV этап       |              |              |              |              | 3            |
| Международные среди юниоров       |              |              |              |              |              |
| Юношеские Олимпийские игры        |              | 1            |              |              |              |
| Финал юниорского Гран-при         |              |              |              | C            |              |
| Этапы юниорского Гран-при. Россия |              |              |              | 1            |              |
| Этапы юниорского Гран-при. Польша |              |              |              | 1            |              |